# Autostrada A26/A7 (Włochy)
Autostrada A26/A7 (wł. Diramazione Predosa-Bettole) – łącznik autostradowy w północnych Włoszech, w regionie Piemont.
Trasa łączy Predosę z Pozzolo Formigaro. Arteria jest długa 17 km. Autostradą zarządza spółka „Autostrade per l’Italia”.